# Ровность (трудовой лагерь)
Лагерь «Ровность» сначала служил лагерем для военнопленных, а затем исправительно-трудовым лагерем для размещения подневольных рабочих, занятых на добыче урановой руды. Особую известность он приобрел в период с 1949 по 1961 год, когда стал одним из самых крупных и суровых лагерей в системе из 18 исправительно-трудовых лагерей. Исправительный лагерь «Ровность» под кодовым названием «Р» находился в непосредственной близости от яхимовского уранового рудника «Ровность I». Лагерь приобрел печальную известность благодаря противоправным действиям, совершенным в отношении местных заключенных. Однако он также известен многочисленными историческими искажениями и городскими легендами, которые только в последние годы были преданы забвению (легенды о так называемом замке Палечека, о фигуре Франтишека Палечека под псевдонимом Альбин Дворжак и другие). В окрестностях бывшего лагеря находится природная тропа «Яхимовский ад».

## История лагеря

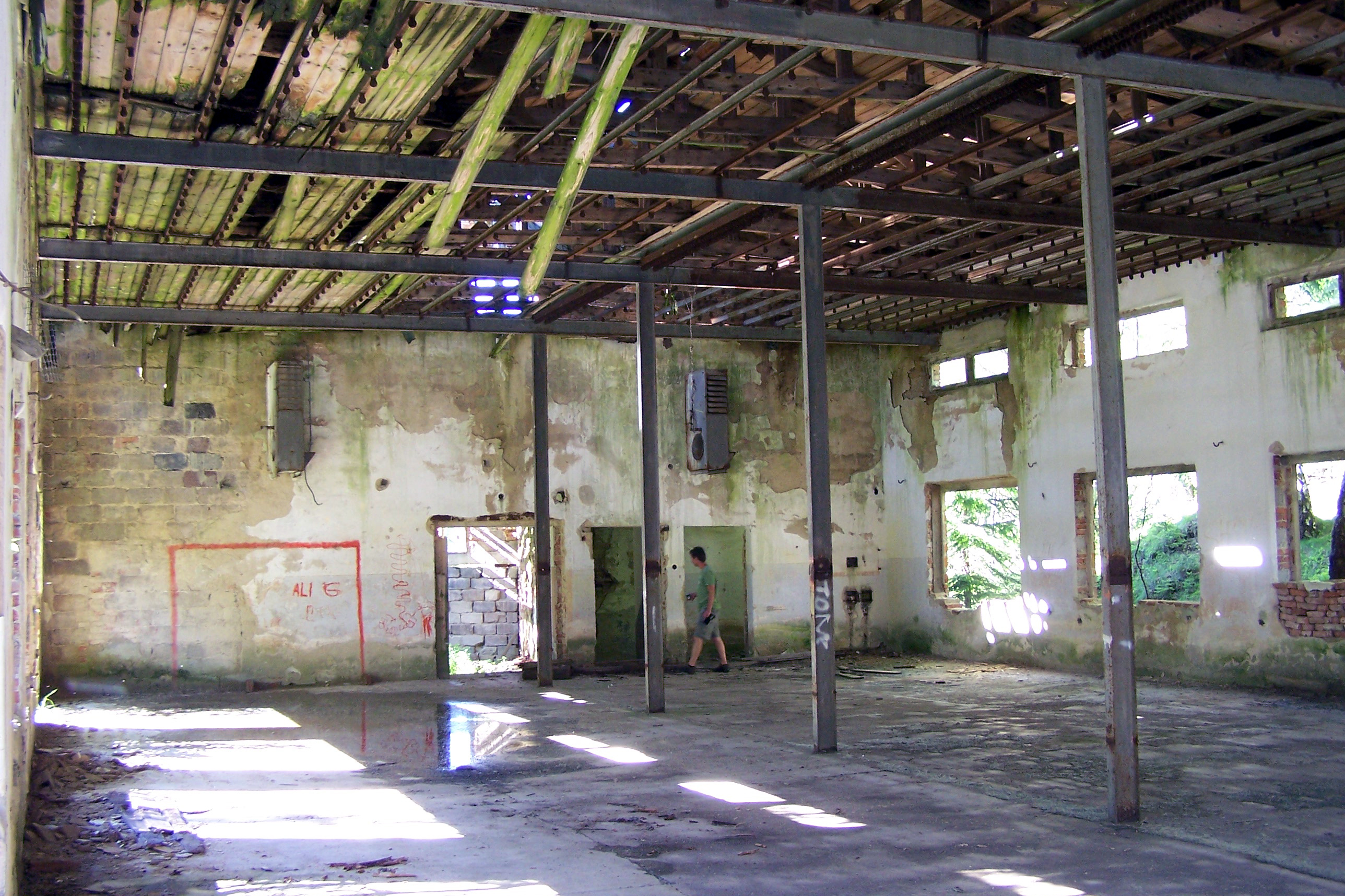
Бывшая раздевалка

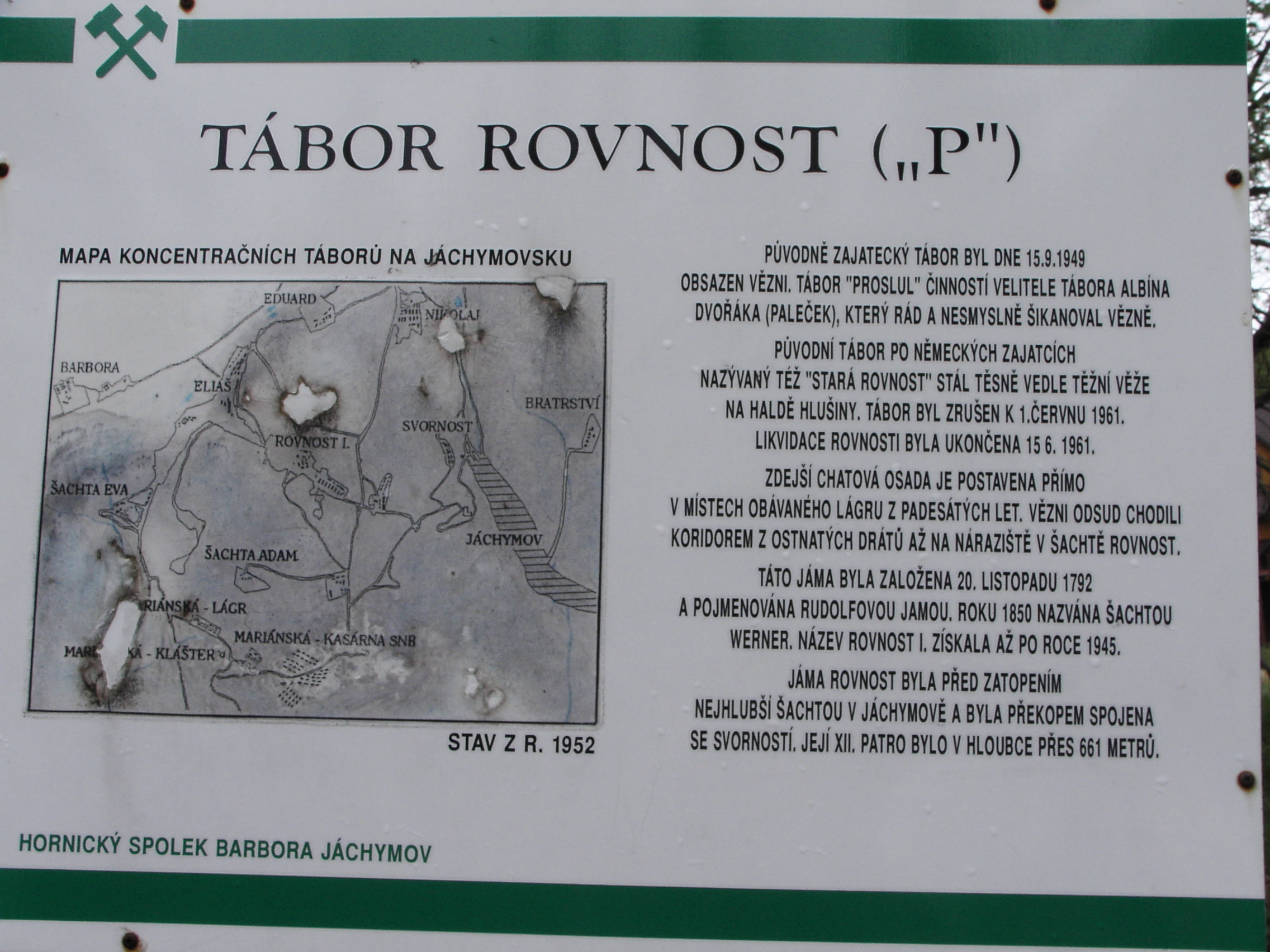
Информационная доска на месте бывшего лагеря «Ровность»

Шахта и лагерь были построены к западу от Яхимова, в местечке Циммерхёэ (Zimmerhöhe), ныне Дульны Врхи (Důlní vrchy). Здесь была введена в эксплуатацию самая глубокая шахта Яхимова — шахта «Вернер», переименованная в 1945 году в шахту «Ровность», или «Завод Ровность I в Яхимовских рудниках».
Во время нацистской оккупации на шахте «Вернер» были построены первые временные помещения для военнопленных. В 1946 году в эти простые помещения были переселены бывшие немецкие солдаты, попавшие в плен к советским войскам. На следующие три с половиной года лагерь «Ровность» стал частью системы советских лагерей Главного управления по делам военнопленных и интернированных (ГУПВИ). Заключенных заставляли в тяжелых условиях добывать урановую руду для национального предприятия «Яхимовские рудники».
15 или 19 сентября 1949 года местный лагерь был закрыт, и в нем разместили первую группу осужденных чехословацких заключенных, а также осужденных ретрибутивными судами (ретрибуторов). Постепенно осужденных становилось все больше и больше, так что вся чехословацкая система лагерей постепенно развивалась. Первоначальный лагерь «Ровность», который иногда называют «старой Ровностью», располагался прямо рядом с шахтной башней. Однако расширять этот комплекс на краю склона не было никакой возможности. Поэтому в начале 1950 года было решено перенести территорию лагеря на поляну к западу от шахты «Ровность I». Однако переезд зэков из «старой Ровности» в новую продолжался, по-видимому, до конца 1950 года.

## Внешний вид лагеря
Как и все другие исправительные лагеря и лагеря для военнопленных, лагерь «Ровность» был обнесен двойным высоким забором с колючей проволокой. Территория лагеря охранялась с шести сторожевых вышек, называемых «воробьями». Для входа в лагерь использовались двое ворот. Главные ворота использовались для встречи инспекционных проверок и доставки в лагерь новых заключенных и припасов. Вторые ворота меньшего размера соединяли лагерь с шахтой «Ровность I».
Для размещения заключенных в лагере использовались простые жилые бараки из деревянных досок. Отопление разрешалось только днем и было ограничено. Каждому заключенному полагалась картонная коробка для личных вещей. Лагерная тюрьма предназначалась для наказания непокорных заключенных, а также для заключенных, не выполнявших план работ. Противники добычи урановой руды — особенно молодые свидетели Иеговы — помещались в суровые погодные условия: им приходилось днями и ночами стоять на морозе перед бараками коменданта или у лагерной ограды.

## Самые известные охранники лагеря «Ровность»

### Франтишек Палечек, известный как Альбин Дворжак
Франтишек Палечек был начальником исправительного лагеря «Ровность» с 1951 по 1954 год. Он является самым известным представителем администрации яхимовских лагерей. В мемуарной литературе распространены различные мифы о его мнимой жестокости, которые распространялись и другими авторами. Тщательные исторические исследования показывают, что лишь немногие из этих легенд основаны на реальных событиях.
Мемориальные и архивные источники сходятся в том, что Франтишек Палечек обладал трудным характером и был неуравновешенной личностью. Его природный интеллект превосходил интеллект многих его коллег по Корпусу национальной безопасности (SNB). Кроме того, он отличался чрезмерной приверженностью лагерной дисциплине, которую он неоднократно доводил до абсурда. Его бесчеловечные пытки свидетелей Иеговы, которых он регулярно заставлял стоять у лагерного позорного столба днями на морозе, являются доказанным фактом.

### Йозеф Вашичек, известный как Фесак
С 1957 по 1960 год Йозеф Вашичек работал в «Ровности» начальником лагеря. Некоторые бывшие политзаключенные также приписывают ему склонность к насилию. Однако расследования, проведенные в 1968—1970 годах и после 1989 года, не обнаружили каких-либо конкретных противоправных действий, которые он совершил.

## Случаи самых громких противоправных действий в лагере «Ровность»
Ряд бывших заключенных в своих воспоминаниях о лагере «Ровность» рассказывают о наказаниях перед комендантским бараком или у лагерного забора. Дисциплинарное наказание в виде выставления заключенных на мороз применялось практически во всех отечественных каторжных лагерях, но в «Ровности», благодаря Палечеку, оно стало символом бесчеловечного обращения. За незначительные проступки некоторых заключенных выводили на холод на два часа. Радикально настроенные адвентисты седьмого дня, которые отказывались участвовать в шествиях по субботам, вынуждены были стоять на холоде весь день, а в воскресенье отправляться в шахту. Молодые свидетели Иеговы, которые отказывались добывать уран, потому что он использовался для производства оружия, вынуждены были стоять на холоде по целой неделе.
Это относилось к режиму начальника лагеря Дворжака (Палечек), который был известен и другими наказаниями: он оставлял свидетелей Иеговы, отказавшихся работать на благо войны, а значит, добывать уран, стоять в кандалах в снайперской зоне у забора два дня и две ночи; в другое время заключенные стояли на морозе в снегу по тринадцать часов — несколько человек попали в больницу 
В мае 1957 года в лагере «Ровность» погиб заключенный Владимир Пожар, что также широко упоминается в мемуарной литературе. Однако даже непосредственные свидетели расходятся во мнениях относительно точного хода событий. Известно, что ему не разрешали носить ремень и шнурки. Более того, отдельные бывшие заключенные обвиняют разных сотрудников лагерной охраны в его гибели. Не более чем ясно, что заключенный Пожар умер в исправительном лагере при невыясненных обстоятельствах. Бюро по документации и расследованию преступлений коммунизма также не удалось пролить больше света на это дело. На один из возможных сценариев указывают авторы публикации «Яхимовские лагеря — ад, в котором было холодно», которые, ссылаясь на другие случаи, обсуждают возможность усмирения взбунтовавшегося заключенного с помощью специального приема, называемого «галстуком».

## Окончание работы лагеря
Лагерь «Ровность» был ликвидирован 1 июня 1961 года. Впоследствии была ликвидирована и шахтная зона «Ровность I». Несколько технических зданий бывшей шахтерской зоны были переоборудованы под частные рекреационные объекты. На месте бывшего исправительного лагеря были построены новые небольшие домики для отдыха. На территории бывшей шахты «Ровность I» до сих пор располагается бывшая раздевалка Ржетизкарна (чешское название — řetízkárna). Недалеко от нее (за пределами территории бывшего лагеря) сохранился каркас так называемого замка Палечека, который иногда называют Фуксбургом. В непосредственной близости от бывшего лагеря также сохранились два здания бывшего Корпуса национальной безопасности (SNB).